# 滋賀県道324号希望が丘文化公園北線
滋賀県道324号希望が丘文化公園北線（しがけんどう324ごう きぼうがおかぶんかこうえんほくせん）は、滋賀県野洲市を通る一般県道である。

## 概要
野洲市小篠原から野洲市辻町に至る。
滋賀県希望が丘文化公園の北ルートとなる。ほぼ全線にわたって、片側2車線である。

### 路線データ
- 起点：野洲市小篠原（滋賀県希望が丘文化公園前、滋賀県道325号希望が丘文化公園南線起点）
- 終点：野洲市辻町（国道8号交点）
- 総延長：1.9 km

## 地理

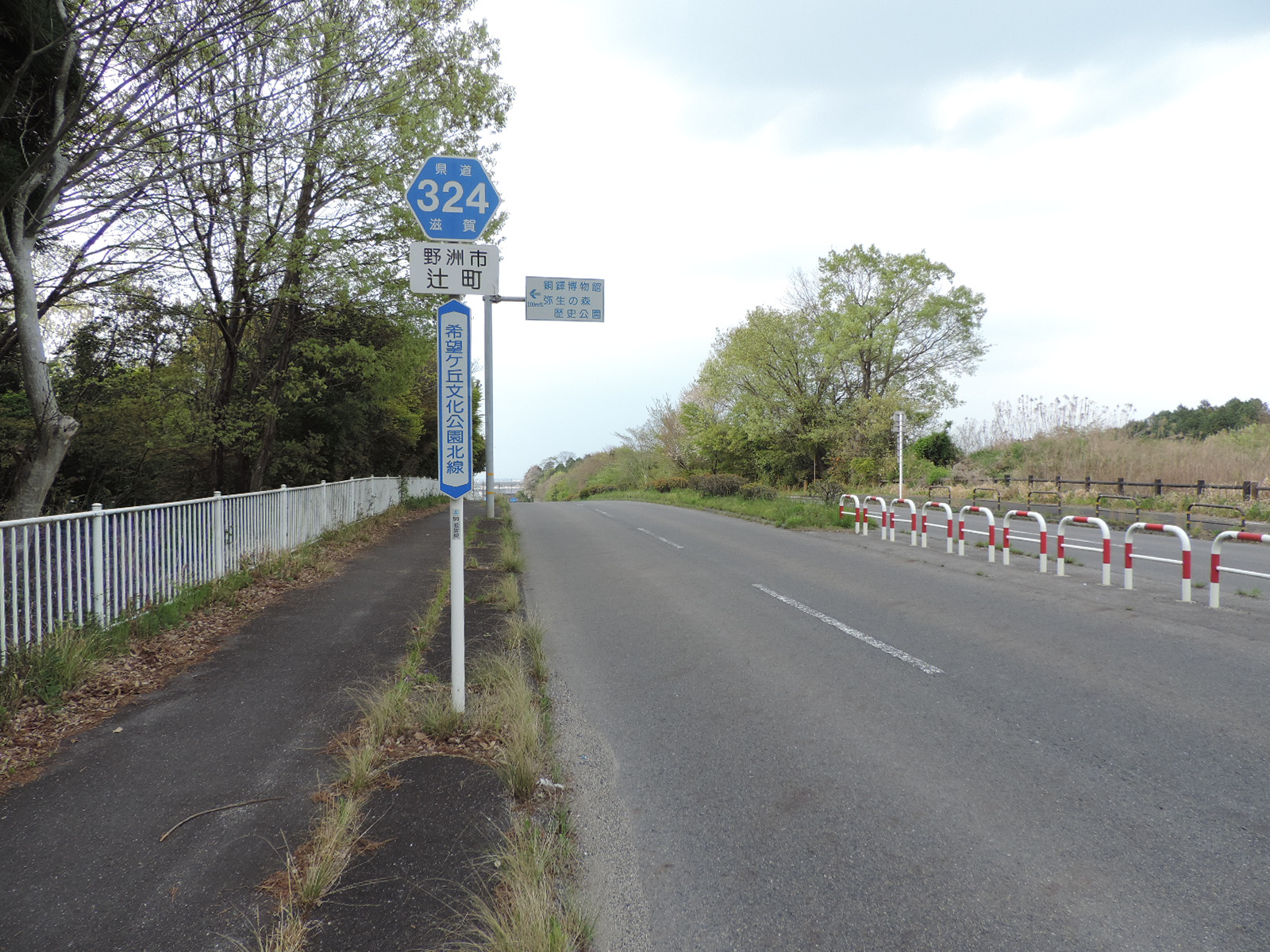
野洲市辻町

### 通過する自治体
- 野洲市

### 交差する道路
| 交差する道路                      | 交差する場所 | 交差する場所 |
| --------------------------------- | ------------ | ------------ |
| 滋賀県道325号希望が丘文化公園南線 | 小篠原       | 起点         |
| 国道8号                           | 辻町         | 終点         |

### 沿線
- 滋賀県希望が丘文化公園
- 山上ダム
- 辻ダム
- 弥生の森歴史公園
- 銅鐸博物館（野洲市歴史民俗博物館）
- 宮山二号墳
- 三上神社
- JA野洲総合センター